# Samuel L. Jackson
Samuel Leroy Jackson (ur. 21 grudnia 1948 w Waszyngtonie) – amerykański aktor. Laureat honorowego Oscara za całokształt twórczości.
16 czerwca 2000 otrzymał własną gwiazdę w Alei Gwiazd w Los Angeles znajdującą się przy 7020 Hollywood Boulevard.

## Życiorys

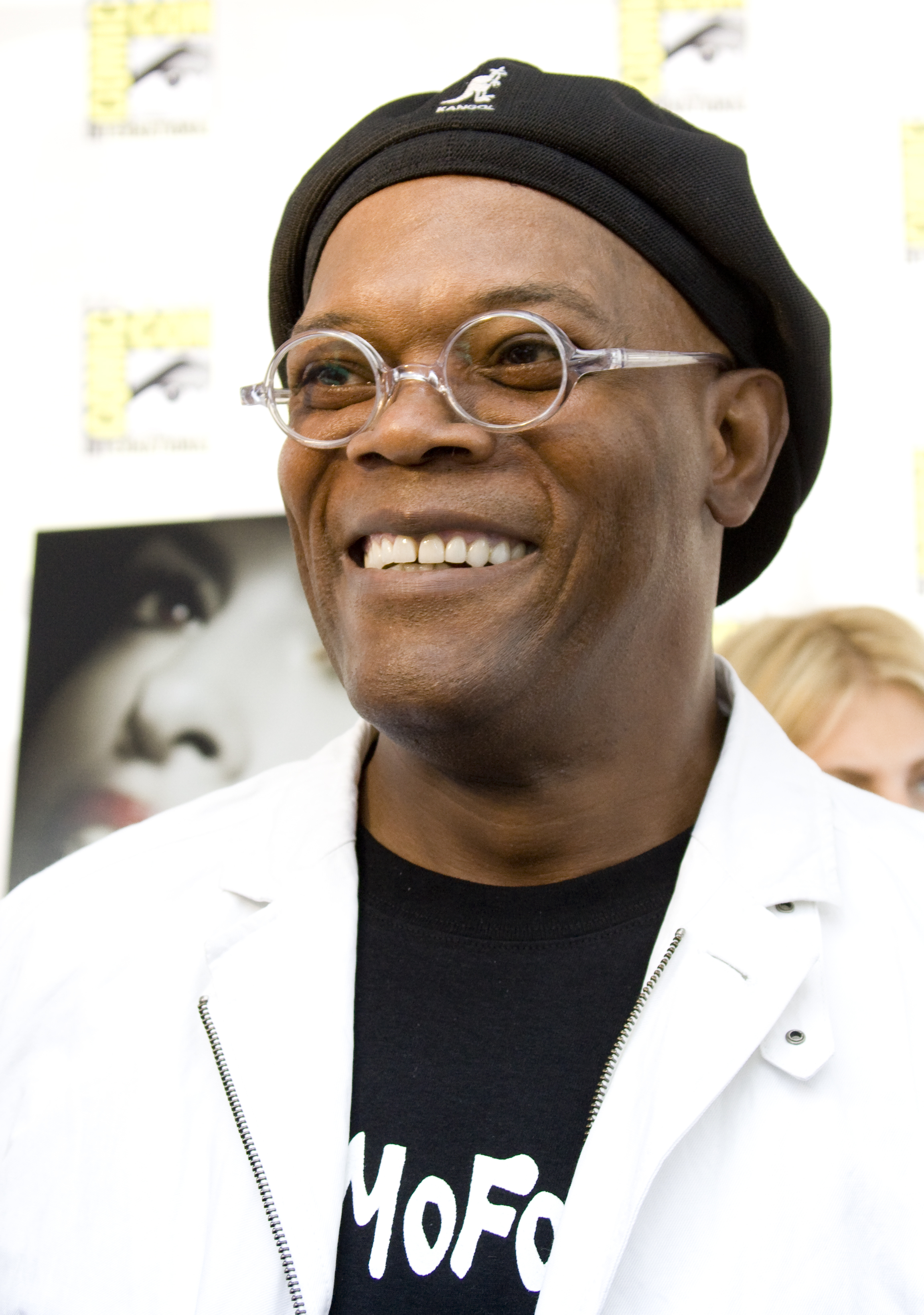
Samuel L. Jackson na San Diego Comic-Conie (2008)

Urodził się w Waszyngtonie jako syn Elizabeth (z domu Montgomery) i Roya Henry’ego Jacksonów. Wychował się w Chattanoodze w stanie Tennessee.
Będąc studentem architektury w Morehouse College w Atlancie, zgłosił się na przesłuchania do musicalu wystawianego na uczelni. Poszło mu tak dobrze, że zmienił kierunek studiów na aktorstwo.
W 1972 przeniósł się do Nowego Jorku, gdzie dostał pracę w programie The Cosby Show. Pracował z Negro Ensemble Company i NY Shakespeare Festival, grał na Broadwayu. W 1988 rozpoczął długoletnią współpracę z reżyserem Spikiem Lee, u którego zagrał w filmach: Szkolne oszołomienie (School Daze, 1988), Rób, co należy (1989), Czarny blues (1990) czy Malaria (1991).
Osiągnął sławę na początku lat 90. Filmy z jego udziałem to m.in. Czas patriotów (1992), Prawdziwy romans (1993), Park Jurajski (1993), Pulp Fiction (1994) i Jackie Brown (1997). W prequelu Gwiezdnych wojen (Mroczne widmo, Atak klonów i Zemsta Sithów) wystąpił jako Mace Windu.
Zasiadał w jury konkursu głównego na 59. MFF w Cannes (2006).
W 2021 otrzymał honorowego Oscara za całokształt twórczości, który został wręczony podczas ceremonii Governors Awards w Los Angeles, 25 marca 2022 roku.

## Życie prywatne
W 1973 poznał aktorkę i producentkę LaTanyę Richardson, którą poślubił 14 stycznia 1980. Mają córkę Zoë (ur. 28 marca 1982).
Fan sportu, a szczególnie Atlanta Falcons w National Football League i zazwyczaj poświęca się grze w golfa.

## Filmografia
- 1988 – Książę w Nowym Jorku (Coming to America) jako Hold-Up Man
- 1989 – Morze miłości (Sea of Love) jako kryminalista
- 1990 – Chłopcy z ferajny (Goodfellas) jako Stacks Edwards
- 1990 – Czarny blues (Mo’ Better Blues) jako Madlock
- 1991 – Malaria (Jungle Fever) jako Gator Purify
- 1992 – Białe piaski (White Sands) jako Greg Meeker
- 1992 – Czas patriotów (Patriot Games) jako Robby
- 1993 – Prawdziwy romans (True Romance) jako Big Don
- 1993 – Strzelając śmiechem (Loaded Weapon 1) jako sierżant Wes Luger
- 1993 – Park Jurajski (Jurassic Park) jako Ray Arnold
- 1993 – Bunt (Against The Wall)
- 1993 – Zagrożenie dla społeczeństwa (Menace II Society) jako Tat Lawson
- 1994 – Pulp Fiction jako Jules Winnfield
- 1995 – Psim tropem do domu (Fluke) jako Rocky (głos)
- 1995 – Dwie matki (Losing Isaiah) jako Kadar Lewis
- 1995 – Pocałunek śmierci (Kiss of Death) jako Calvin
- 1995 – Szklana pułapka 3 (Die Hard: With a Vengeance) jako Zeus Carver
- 1996 – Długi pocałunek na dobranoc (The Long Kiss Goodnight) jako Mitch Henessey
- 1996 – Sydney jako Jimmy
- 1996 – Czas zabijania (A Time To Kill) jako Carl Lee Hailey
- 1997 – Paragraf 187 (One Eight Seven) jako Trevor Garfield
- 1997 – Jackie Brown jako Ordell Robbie
- 1998 – Negocjator (The Negotiator) jako Danny Roman
- 1998 – Kula (Sphere) jako Harry Adams
- 1999 – Piekielna głębia (Deep Blue Sea) jako Russell Franklin
- 1999 – Gwiezdne wojny: część I – Mroczne widmo (Star Wars: Episode I – The Phantom Menace) jako Mace Windu
- 2000 – Regulamin zabijania (Rules of Engagement) jako pułkownik Terry L. Childers
- 2000 – Shaft jako John Shaft
- 2000 – Niezniszczalny (Unbreakable) jako Elijah Price
- 2001 – Formuła (Formula 51) jako Elmo McElroy
- 2001– Tajemnicza zbrodnia (The Caveman's Valentine) jako Romulus Ledbetter
- 2002 – Zmiana pasa (Changing Lanes) jako Doyle Gibson
- 2002 – Zakładnik (No Good Deed) jako Jack Friar
- 2002 – xXx jako Gibbons
- 2002 – Gwiezdne wojny: część II – Atak klonów (Star Wars: Episode II – Attack of the Clones) jako Mace Windu
- 2002 – Sztuki walki (Art of Action) jako narrator
- 2003 – S.W.A.T. Jednostka Specjalna (S.W.A.T.) jako porucznik Dan 'Hondo' Harrelson
- 2003 – Sekcja 8. (Basic) jako sierżant Nathan West
- 2004 – GTA: San Andreas jako Frank Tenpenny (głos)
- 2004 – W moim kraju (Country of My Skull) jako Langston Whitfield
- 2004 – Iniemamocni (The Incredibles) jako Mrożon (głos)
- 2004 – Amnezja (Twisted) jako John Mills
- 2004 – Kill Bill Vol. 2 (Kill Bill Vol. II) jako Organista
- 2005 – Trener (Coach Carter) jako trener Ken Carter
- 2005 – xXx 2: Następny poziom (XXX: State of the Union) jako agent Augustus Gibbons
- 2005 – Ja, twardziel (The Man) jako Van
- 2005 – Gwiezdne wojny: część III – Zemsta Sithów (Star Wars: Episode III – Revenge of the Sith) jako Mace Windu
- 2006 – Węże w samolocie (Snakes On A Plane) jako Nelville Flynn
- 2006 – Kolor zbrodni (Freedomland) jako Lorenzo Council
- 2006 – Jęk czarnego węża (Black snake moan) jako Lazarus
- 2006 – Odwaga i nadzieja (Home of the Brave) jako Will Marsh
- 2007 – Ślady zbrodni (Cleaner) jako Tom Carver
- 2007 – 1408 jako Gerald Olin
- 2007 – Jumper jako Roland Cox
- 2008 – Gwiezdne wojny: Wojny klonów (Star Wars: The Clone Wars) jako Mace Windu (głos)
- 2008 – Dzielnica Lakeview (Lakeview Terrace) jako Abel Turner
- 2008 – Spirit – duch miasta (The Spirit) jako Octopus
- 2008 – Iron Man jako Nick Fury
- 2008 – Soulowi bracia jako Louis Hinds
- 2009 – Bękarty wojny (Inglourious Basterds) jako narrator
- 2010 – Iron Man 2 jako Nick Fury
- 2010 – Bez reguł (Unthinkable) jako Henry Herald „H” Humphries
- 2011 – Arena jako Logan
- 2011 – Kapitan Ameryka: Pierwsze starcie (Captain America: The First Avenger) jako Nick Fury
- 2011 – Sunset Limited (The Sunset Limited) jako Black
- 2012 – Avengers jako Nick Fury
- 2012 – Django (Django Unchained) jako Stephen
- 2013 – Oldboy. Zemsta jest cierpliwa (Oldboy) jako Chaney
- 2013–2014 – Agenci T.A.R.C.Z.Y. jako Nick Fury (gościnnie)
- 2014 – RoboCop jako Pat Novak
- 2014 – Uniewinniony (Reasonable Doubt) jako Clinton Davis
- 2014 – Kapitan Ameryka: Zimowy żołnierz (Captain America: The Winter Soldier) jako Nick Fury
- 2014 – Kingsman: Tajne służby (Kingsman: The Secret Service) jako Valentine
- 2014 – Polowanie na prezydenta (Big Game) jako William Alan Moore, prezydent USA
- 2015 – Avengers: Czas Ultrona (Avengers: Age of Ultron) jako Nick Fury
- 2015 – Nienawistna ósemka (The Hateful Eight) jako major Marquis Warren
- 2016 – Tarzan: Legenda (The Legend of Tarzan) jako George Washington Williams
- 2016 – Osobliwy dom pani Peregrine (Miss Peregrine’s Home for Peculiar Children) jako Barron
- 2017 – Bodyguard Zawodowiec (The Hitman’s Bodyguard) jako Darius Kincaid
- 2017 – Kong: Wyspa Czaszki (Kong: Skull Island) jako Preston Packard
- 2017 – xXx: Reaktywacja (xXx: Return of Xander Cage) jako agent Augustus Eugene Gibbons
- 2017 – Sklep z jednorożcami (Unicorn Store) jako Sprzedawca
- 2019 – Kapitan Marvel (Captain Marvel) jako Nick Fury
- 2019 – Avengers: Koniec gry (Avengers: Endgame) jako Nick Fury
- 2019 – Spider-Man: Daleko od domu (Spider-Man: Far From Home) jako Nick Fury
- 2019 – Shaft jako John Shaft
- 2019 – Glass jako Elijah Price
- 2023 – Tajna inwazja jako Nick Fury
- 2023 - Marvels jako Nick Fury